# Рудой, Леонид Яковлевич
Леони́д Я́ковлевич Рудо́й (3 апреля 1946) — актёр Вологодского драматического театра. Народный артист Российской Федерации (2007).

## Биография
Рудой окончил актерское отделение ГИТИСа (1968, мастерская Василия Орлова).
Работал в Калининградском областном драматическом театре. Впоследствии работал актером в Вологде, несколько лет был директором драматического театра.
Позднее Рудой 5 лет работал в Гродненском драматическом театре, вёл театральную студию при нём. Его ученики в настоящее время работают в театрах Белоруссии.
В 1994 году вернулся в Вологду.
На сцене Вологодского драматического театра им сыграно более 100 ролей. 

## Театральные работы
- Джеймс Голдмен — Лев зимой (пьеса), Генрих II;
- Николай Гоголь — Ревизор (комедия), Городничий;
- Николай Эрдман — Мандат (пьеса), Гулячкин;
- Владимир Набоков — Лолита (роман), Гумберт;
- Николай Гоголь — Женитьба (пьеса), Кочкарев;
- Антон Чехов — Чайка, Тригорин;
- Уильям Шекспир — Виндзорские насмешницы, Фальстаф;
- Александр Островский — Горячее сердце, Хлынов;
- Александр Сухово-Кобылин — Смерть Тарелкина, Варравин;
- Уильям Шекспир — Сон в летнюю ночь, Основа;
- Борис Акунин — Чайка, Дорн;
- Александр Островский — На всякого мудреца довольно простоты, Крутицкий;
- Дональд Кобурн — Игра в джин (пьеса), Мартин Уэллер;
- Уильям Шекспир — Макбет (пьеса), Дункан, Сивард, привратник;
- Леонид Андреев — Дни нашей жизни (пьеса), Онуфрий;
- Максим Горький — Дети солнца (пьеса), Протасов;
- Валентин Катаев — Шёл солдат с фронта, Микола Ивасенко;
- Иван Гончаров — Обрыв, Викентьев, жених Марфиньки;
- Миклош Дьярфаш — Проснись и пой (пьеса), Дьюла;
- Фридрих Шиллер — Дон Карлос (драма), Маркиз Поза;
- Оноре де Бальзак — Мачеха (драма), Фердинанд Маркандаль

## Фильмография
| Год  |   | Название     | Роль              |
| ---- | - | ------------ | ----------------- |
| 2009 | с | Иван Грозный | архиепископ Пимен |

## Заслуги и награды
- Заслуженный артист РСФСР (31.07.1984).
- Народный артист Российской Федерации (21.03.2007)[2]

### Призы
- Специальный приз жюри VII Международного театрального фестиваля «Голоса истории» (2003).
- Почетный приз VIII фестиваля «Голоса истории (2005).
- Почетные грамоты Главы города и Председателя Совета самоуправления г. Вологда (1999), департамента культуры Вологодской обл. (2001), Губернатора Вологодской области (2006).
- Премия «За большой личный вклад в развитие театрального искусства Вологодской области» (2011).